# Ширикалиха
Ширикалиха — деревня в составе Шангского сельского поселения Шарьинского района Костромской области России.

## География
Расположена недалеко от берега реки Большая Шанга.

## История
Согласно Спискам населенных мест Российской империи в 1872 году деревня Шерыкариха относилась к 3 стану Ветлужского уезда Костромской губернии. В ней числилось 12 дворов, проживало 60 мужчин и 62 женщины.
Согласно переписи населения 1897 года в деревне проживало 158 человек (49 мужчин и 109 женщин).
Согласно Списку населенных мест Костромской губернии в 1907 году деревня Шерикалиха относилась к Николо-Шангской волости Ветлужского уезда Костромской губернии. По сведениям волостного правления за 1907 год в деревне числилось 33 крестьянских двора и 229 жителей. В деревне имелся красильный завод. Основным занятием жителей деревни был лесной промысел.

## Население
| 2008 | 2010 | 2014 |
| ---- | ---- | ---- |
| 120  | ↘81  | ↗133 |